# غيرهارد فينلاند
غيرهارد فينلاند (بالألمانية: Gerhard Wendland)‏ (19 أبريل 1916 في برلين - 21 يونيو 1996 في ميونخ) كان مغني ألماني ناجح.
في سن 27 أخرج غيرهارد أول أسطوانة له وكانت تحمل عنوان «كنت لي أجمل حلم». في عام 1940 توقف عن عمله الفني بسبب الحرب العالمية الثانية. كان نجاحه الكبير من خلال أغنيته الشهيرة «ارقص معي في الصباح» والتي حصل عام 1961 على الأسطوانة الذهبية.

## وصلات خارجية
- غيرهارد فينلاند على موقع IMDb (الإنجليزية)
- غيرهارد فينلاند على موقع ميوزك برينز (الإنجليزية)
- غيرهارد فينلاند على موقع أول موفي (الإنجليزية)
- غيرهارد فينلاند على موقع أول ميوزيك (الإنجليزية)
- غيرهارد فينلاند على موقع ديسكوغز (الإنجليزية)
- غيرهارد فينلاند على موقع قاعدة بيانات الفيلم (الإنجليزية)
- غيرهارد فينلاند على موقع كينوبويسك (الروسية)

- حياة غيرهاد فينلاند في سطور (باللغة الألمانية)
- أغنية ارقص معي في الصباح من موقع يوتيوب على يوتيوب